# Serotoninový syndrom
Serotoninový syndrom je potenciálně život ohrožující stav způsobený nadměrně zvýšenou hladinou serotoninu v důsledku nepříznivé reakce na léky, která může nastat po léčebné aplikaci léků, jejich náhodné interakci nebo předávkováním. Serotoninový syndrom není idiosynkratická reakce na léky; je předvidatelným důsledkem nadměrné serotonergické aktivity centrální nervové soustavy (CNS) a periferních serotoninových receptorů. Z toho důvodu někteří odborníci preferují názvy serotoninová toxicita či serotoninový toxidrom, neboť přesněji vyjadřují skutečnost, že jde o druh otravy. Jiné názvy používané k označení tohoto syndromu je serotoninová bouře, hyperserotonemie či serotonergický syndrom.
Nadměrná serotoninová aktivita vytváří množství specifických symptomů, včetně kognitivních (bolest hlavy, agitace, hypománie, mentální zmatení, halucinace, kóma), autonomních (třesavka, pocení, přehřátí, hypertenze, tachykardie, nauzea, zvracení) a somatických (myoklonus, hyperreflexie, tremor). Symptomů je široká škála od stěží rozeznatelných až po fatální. Byla zaznamenána řada léků a kombinace léků, které serotoninový syndrom vyvolaly. Diagnóza serotoninového syndromu zahrnuje pozorování přítomných symptomů a prověření pacientovy anamnézy. Syndrom má charakteristický obraz, ale u některých pacientů (zejména u pacientů s maligním neuroleptickým syndromem) může být zaměněn s jinou nemocí. Neexistují žádné laboratorní testy, které by diagnózu potvrdily.
Součástí léčby je vysazení léků, které mohou k syndromu přispívat a při středně závažných až závažných případech v podávání serotoninového antagonisty. Důležitý doplněk léčby zahrnuje kontrolovanou agitaci s benzodiazepinovou sedací.